# 정민희
정민희(정순이)(1945년 8월 15일 ~ )는 대한민국의 성우이다. 1965년 KBS 8기 공채 성우로 데뷔하였다.

## 주요 출연작품

### 애니메이션
- 태풍소년 (KBS) - 태풍이 엄마
- 타이거마스크 (KBS)
- 빨간 머리 앤 (KBS) - 다이아나 할머니
- 말괄량이 앤지 (KBS) - 할머니
- 들장미 소녀 린 (SBS)
- 오즈 탐험대 (SBS) - 글룸힐더

### 영화
- 검은 고양이 흰 고양이 (KBS)
- 그렘린 (SBS)
- 길 (SBS) - 젤소미나의 엄마(애나 프리뮬러)
- 디스터번스 (KBS)
- 디어 헌터 (KBS)
- 레미제라블 (SBS) - 감독관(로즈 티에리)
- 로미오와 줄리엣 [2000년 더빙판] (KBS) - 줄리엣 유모 (미리엄 마걸리즈)
- 마이너리티 리포트 (SBS) - 히네만 (로이스 스미스)
- 머니 핏 (KBS) - 에스텔(모린 스테이플턴)
- 발리우드 할리우드 (KBS) - 라훌 할머니 (디나 파탁)
- 백발마녀전 2 (KBS)
- 베토벤 (SBS)
- 빠삐용 (KBS)
- 새 (KBS)
- 소피아 로렌의 아름다운 인생 (SBS)
- 숀 코너리의 함정 (KBS)
- 스트레이트 스토리 (KBS)
- 시네마 천국 (KBS) - 노년 마리아(푸펠라 마지오)
- 어글리 우먼 (SBS)
- 어둠 속의 8일 (KBS)
- 엔드 오브 데이즈 (KBS) - 마벨 (미리엄 마걸리즈)
- 엘리미네이터 (SBS) - 베티 (페기 매닉스)
- 이보다 더 좋을 순 없다 (KBS) - 이웃집 여자(비비 오스테워드) / 사이먼의 엄마(전화 목소리)
- 일요일의 아이들 (KBS)
- 카풀 (KBS) - 엄마 (스텔리나 루시치)
- 키핑 더 페이스 (KBS) - 루스(앤 밴크로프트)
- 파라다이스 로드 (KBS)
- 폭로 (KBS)
- 프랑스 중위의 여자 (KBS) - 트랜터 부인 (샤롯 미첼)
- 피크닉 (KBS) - 파츠 부인
- 하얀 풍선 (SBS)
- 101 달마시안 (KBS)

### 외화
- 판관 포청천 (KBS)
- 위기의 주부들 (KBS) - 후아니타 솔리스 (루페 온티베로스)

### 방송
- KBS 무대 10년(바다로 간 열차) (KBS 제2라디오)
- KBS 무대 10년(전기수, 최필의 희망가) (KBS 제2라디오)
- KBS 무대 10년(마지막 도부꾼, 길 위에 지다) (KBS 제2라디오)
- KBS 무대 10년(모차르트 듣는 여자) (KBS 제2라디오)
- KBS 라디오 극장 10년(사로잡힌 영혼) (KBS 라디오) - 무녀
- KBS 무대(가족) (KBS 제1라디오)